# Partij van Sociaaldemocratie in Roemenië
De Partij van Sociaaldemocratie in Roemenië (Roemeens: Partidul Democraţiei Sociale din România (PDSR)), was een Roemeense politieke partij. De partij ontstond op 10 juli 1993 toen Democratisch Front voor Nationale Redding (FDSN), de Coöperatieve Partij en de Republikeinse Partij fuseerden. Bij de parlementsverkiezingen van 2001 behaalde de PDSR een verkiezingsoverwinning en verkreeg 36,6% van de stemmen. De voorzitter van de PDSR, Adrian Năstase, vormde een regering met de Roemeense Sociaaldemocratische Partij (RSDP) en de Humanistische Partij van Roemenië (PUR). De PDSR en de RSDP fuseerden op 16 januari 2001 tot de Sociaaldemocratische Partij (Partidul Social Democrat, PSD).

## Voorzitters
- Oliviu Gherman[1] — 1993 - 1996
- Ion Iliescu — 1996 - 2000
- Adrian Năstase[2] — 2000 - 2001

## Verwijzingen
1. ↑  [Sinds 1992 voorzitter van het FDSN.]
2. ↑  [Sinds 2001 voorzitter van de PSD.]